# Bellevalia stepporum
Bellevalia stepporum är en sparrisväxtart som beskrevs av Naomi Feinbrun. Bellevalia stepporum ingår i släktet Bellevalia och familjen sparrisväxter.

## Underarter
Arten delas in i följande underarter:
- B. s. edumea
- B. s. stepporum
- B. s. transjordanica